# Flint City Bucks
Il Flint City Bucks è una società calcistica statunitense fondata nel 1995 e che milita nella USL League Two.
Lo stadio di casa dei Bucks è l'Atwood Stadium, un impianto da 11.000 posti a sedere. Questo stadio è situato nella città di Flint (Michigan).
Fino alla stagione 2003, questa squadra era nota come Mid-Michigan Bucks. Nel 2019 la società si sposta a Flint, cambiando anche denominazione in Flint City Bucks.

## Risultati anno per anno
| Anno | Divisione | League               | Regular Season      | Playoff                  | Open Cup        |
| ---- | --------- | -------------------- | ------------------- | ------------------------ | --------------- |
| 1996 | 4         | USISL Premier League | 3° Central Northern | Premier Six              | Non qualificato |
| 1997 | 4         | USISL PDSL           | 1° North Central    | Semifinale               | 2º turno        |
| 1998 | 4         | USISL PDSL           | 2° Great Lakes      | Finale Regionale         | Non qualificato |
| 1999 | 4         | USL PDL              | 1° Great Lakes      | Semifinale di Conference | 3º turno        |
| 2000 | 4         | USL PDL              | 1° Great Lakes      | Finale                   | 3º turno        |
| 2001 | 4         | USL PDL              | 3° Great Lakes      | Non qualificato          | 2º turno        |
| 2002 | 4         | USL PDL              | 2° Great Lakes      | Finale di Conference     | Non qualificato |
| 2003 | 4         | USL PDL              | 1° Great Lakes      | Finale di Conference     | 3º turno        |
| 2004 | 4         | USL PDL              | 1° Great Lakes      | Semifinale di Conference | Non qualificato |
| 2005 | 4         | USL PDL              | 2° Great Lakes      | Finale di Conference     | Non qualificato |
| 2006 | 4         | USL PDL              | 2° Great Lakes      | Campione                 | 3º turno        |
| 2007 | 4         | USL PDL              | 1° Great Lakes      | 2°                       | 1º turno        |
| 2008 | 4         | USL PDL              | 1° Great Lakes      |                          | 1º turno        |

## Palmarès

### Competizioni nazionali
- USL League Two: 4

2006, 2014, 2016, 2019
- Hank Steinbrecher Cup: 4

2017, 2018, 2019, 2022
- 1 PDL (2006)

## Storia
I Bucks entrarono a far parte del mondo del calcio nel 1996, iscrivendosi alla USISL Premier League. Quasi immediatamente, i Mid-Michigan Bucks divennero una compagine competitiva: infatti, nell'anno del debutto conclusero la Central Northern Division al terzo posto, qualificandosi per la fase finale del torneo (all'epoca nota come Premier Six); il cammino verso la vittoria venne fermato dai San Francisco Bay Seals e dai Central Coast Roadrunners, ma fu per tutti chiaro che i Bucks non erano un fuoco di paglia.
La squadra del Michigan vinse per la prima volta la propria divisione nel 1997. I Bucks si qualificarono così per la final four, in cui vennero battuti per 2-0 ancora dai Central Coast Roadrunners. Nel 1997 i Bucks esordirono anche nella US Open Cup, in cui superarono per 3-2 i Wilmington Hammerheads, prima di farsi eliminare dai Rochester Ragin' Rhinos al secondo turno della coppa.
Nel 1998 il Michigan Bucks finì secondo nella propria divisione alla spalle del Detroit Dynamite. Nei playoff ebbe la meglio sugli Indiana Invaders e gli stessi Dynamite, qualificandosi per le finali regionali, da cui saranno eliminati ad opera dei Jackson Chargers.
Nel 1999 i Bucks vinsero la Great Lakes Division della neonata PDL, ma nella semifinale di Conference subirono una cocente sconfitta contro i modesti Sioux City Breeze. Sempre nel 1999, i Bucks raggiunsero il terzo turno della US Open Cup, in cui dovettero arrendersi allo strapotere del club di MLS dei Tampa Bay Mutiny.
Nel 2000 il club del Michigan portò a casa il secondo titolo di campione della Great Lakes Division, con ben 27 punti di vantaggio sui secondi classificati, i Dayton Gems. I Bucks stavolta, con un eccellente cammino nei playoff, riuscirono a raggiungere la finale nazionale: sfortunatamente per loro dovettero arrendersi ai Chicago Sockers. A questo risultato notevole va aggiunta l'incredibile vittoria per 1-0 nel secondo turno della US Open Cup contro i New England Revolution.
Nel 2001 i Bucks mancarono la qualificazione ai playoffs per la prima volta nella loro storia. Anche l'avventura in coppa fu breve, essendo terminata al secondo turno con una pesante sconfitta per 7-1 contro i New England Revolution.
Nel 2002 il club riuscì a centrare i playoff, giungendo sino alla finale di Conference, nella quale persero ai calci di rigore contro il Boulder Rapids Reserve.
Nel 2003 venne ingaggiato un nuovo allenatore: Don Gemmell. Sotto la sua guida, i Bucks si aggiudicarono la loro Divisione, ma persero la finale di Conference contro il Chicago Fire Reserves. Nella US Open Cup raggiunsero ancora una volta il terzo turno: i rivali, i New York/New Jersey Metrostars, s'imposero con un sonoro 4-0.
Nella stagione 2004, l'avventura nei playoff dei Bucks si concluse al primo incontro, in cui vennero superati per 3-2 dai Boulder Rapids Reserve.
Nel 2005 il team del Michigan raggiunse nuovamente la finale di Conference, persa questa volta contro il Des Moines Menace.
Il 2006 fu un anno fondamentale nella storia del club: il nuovo coach Dan Fitzgerald portò la squadra alla finale nazionale di PDL, vinta ai danni dei Laredo Heat per 2-1. L'incontro, disputato in Texas davanti a 7.000 spettatori, venne trasmesso in diretta su Fox Soccer Channel. Dopo 11 anni di storia, i Bucks misero in bacheca il loro primo trofeo.
Anche la stagione 2007 iniziò bene e i bianchi del Michigan vinsero il loro sesto titolo di Divisione. Nelle semifinali dei playoff, i Bucks regolarono senza problemi i St. Louis Lions e vinsero poi la Conference ai danni dei Chicago Fire Premier. Dopo una vittoria ai rigori contro i Brooklyn Knights, i Bucks raggiunsero la seconda finale consecutiva di PDL, in cui si trovarono nuovamente opposti al Laredo Heat. Stavolta furono i Texani ad avere la meglio ai rigori, dopo che i tempi regolamentari si erano conclusi sullo 0-0.

## Allenatori
- Steve Burns (1996-1999)
- Joe Malachino (2000-2001)
- Dario Brose (2002)
- Don Gemmell (2003-2004)
- Paul Snape (2005)
- Dan Fitzgerald (2006-2009)
- Gary Parsons (2010-2013)
- Demir Muftari (2013-2017)
- Paul Thomas (2018)
- Demir Muftari (2019-)